# Le Gros Chat
Le Gros Chat, ou Chat du Raval (el gato gordo ou simplement el gato en espagnol, et en catalan : El Gat ou El Gat del Raval)  est une sculpture de l'artiste colombien Fernando Botero.
Elle fut vendue à la municipalité de Barcelone en 1987.
Durant les jeux olympiques d'été de 1992, le Gros Chat a séjourné au stade olympique, avant d'être déplacé sur la rambla (large allée ombragée) du Raval, Rambla del Raval (ca).

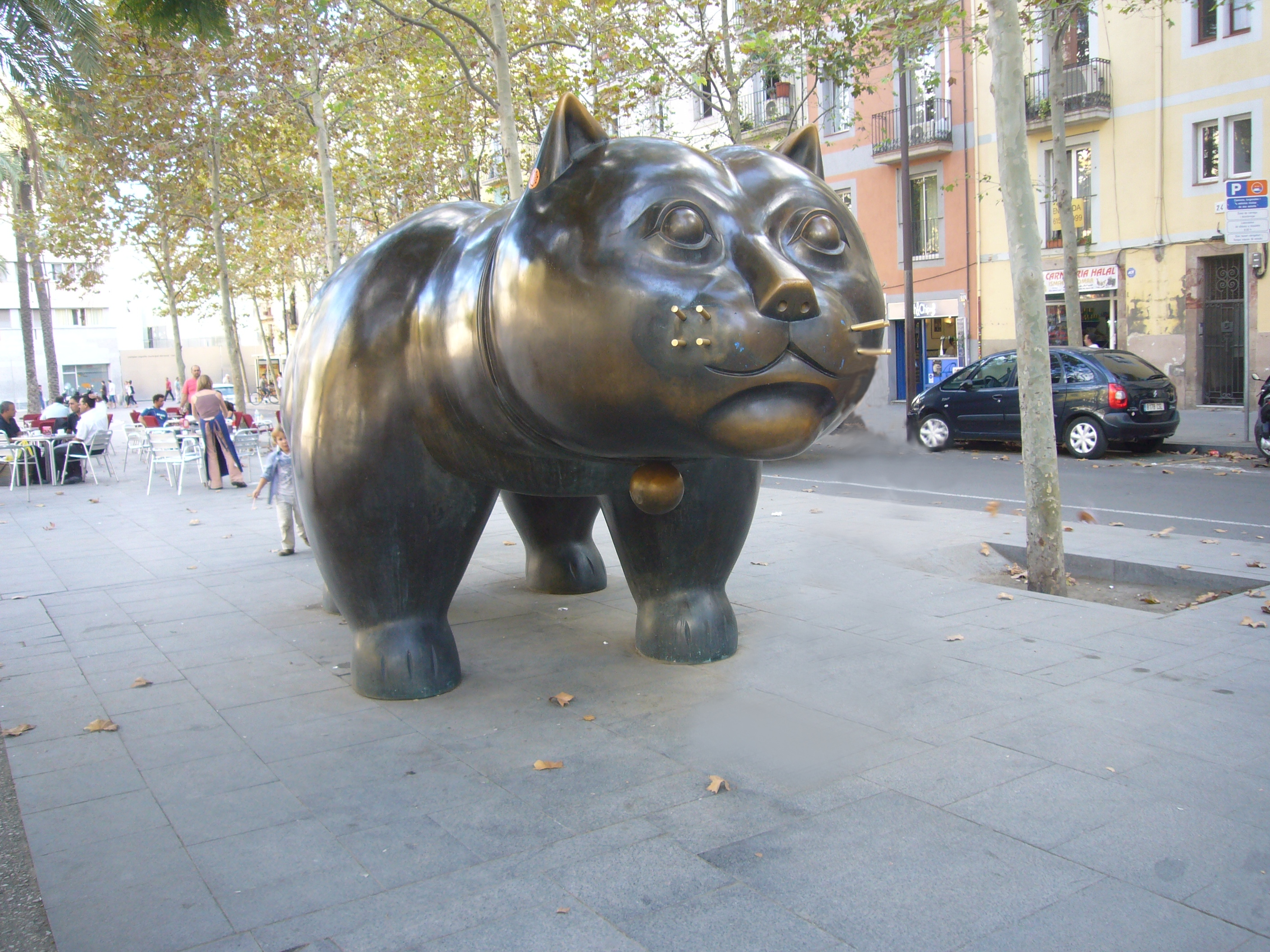
Le Gros Chat vu de face